# Pierre Fourier
Pierre Fourier (30. listopadu 1565 – 9. prosince 1640) byl francouzský kněz, který byl roku 1897 svatořečen. Stal se jedním ze zakladatelů řádu kanovniček sv. Augustina, který vznikl v roce 1597 v Mattaincourtu ve Francii. Byl scholastickým teologem, který znal Summu Theologiae zpaměti.